# Scena Kotłownia
Teatr Scena Kotłownia – scena teatralna w mieście Ostrów Mazowiecka. Założona w 2003 roku przez Rafała Swaczynę, absolwenta Szkoły Aktorskiej Haliny i Jana Machulskich w Warszawie. 
Scena Kotłownia wystawia regularnie spektakle teatralne i zaprasza innych wykonawców, organizuje wyjazdy do teatrów, wakacyjne warsztaty teatralne, konkursy recytatorskie, festyny uliczne i happeningi. Uczestniczy w licznych festiwalach teatralnych na terenie kraju, zdobywając nagrody i wyróżnienia: I Nagroda – Dziatwa w Łodzi, I Nagroda Telewizji Polskiej S.A., I Nagroda – Heca w Płocku, I Nagroda MFTA w Radomiu. Repertuar teatru, dostępny we wszystkich lokalnych mediach oraz ważniejszych punktach na terenie miasta, jest ustalany co miesiąc.
Celem działalności Sceny Kotłownia jest umożliwienie mieszkańcom regionu kontaktu z teatrem, rozbudzanie zainteresowań i realizowanie pasji. Dzięki regularnym ćwiczeniom dykcji, emisji głosu i recytacji prowadzonym przez zawodowych aktorów oraz doświadczeniu scenicznemu młodych adeptów teatru, osiągany jest wysoki poziom gry aktorskiej, który przyciąga skutecznie coraz większą liczbę widzów.
Działalność Sceny Kotłownia od strony finansowej nadzoruje Ostrowskie Towarzystwo Inicjatyw Kulturalno-Oświatowych OTIKO. Teatr posiada profesjonalny sprzęt sceniczny, estradowy i oświetleniowy, kameralną salę widowiskową, garderobę, szatnię, bufet, rekwizytornię, salę muzyczną oraz salę kinową.
Działają tu również zespoły muzyczne: Newton i Grass Dillers, kluby: Fantazy, filmowy, muzyczny oraz Społeczna Szkoła Muzyczna I Stopnia.

## Historia
Teatr istnieje od września 2003 roku. Wszystko zaczęło się od zainteresowania teatrem i chęci realizowania spektakli w małym mieście przez nieliczną grupę młodych zapaleńców. Na początku działalności grupa teatralna pod nazwą Dwa na dwa wystawiała swoje spektakle w Miejskim Domu Kultury. Przedstawienia szybko zdobyły uznanie okolicznej publiczności i aktorzy doszli do wniosku, że chcąc regularnie wystawiać spektakle, muszą stworzyć własną scenę. W 2003 roku Starostwo Powiatowe w Ostrowi Mazowieckiej udostępniło aktorom pomieszczenia piwniczne bursy szkolnej. Zostały wyremontowane i zaadaptowane na potrzeby teatru. Otwarcie Sceny Kotłownia odbyło się 28 września 2003 r. z honorowym udziałem aktora i reżysera profesora Jana Machulskiego. Z czasem Scena Kotłownia przyciągała coraz więcej osób zainteresowanych teatrem. Do grupy dołączali młodzi aktorzy. Do dziś odbywa się rocznie po kilka premier spektakli przygotowanych przez młodych twórców. Regularnie wzrasta liczba widzów i przedstawień. 
Na deskach sceny gościli: profesor Jan Machulski, reżyser Bohdan Poręba, satyryk Krzysztof Daukszewicz; kabarety Jurki, Hlynur, Stado Umtata, Zygzak, Czesuaf oraz zespoły muzyczne, takie jak: Muzyka Końca Lata, CF98, czy Happysad.

## Najważniejsze realizacje
- „Idiota” Muza Pawłowa 2002
- „Ręka matki ci przychyli...” Ireneusz Iredyński 2002
- „Na wyspie” Paweł Nowak 2003
- „Pomiędzy światami” Paweł Zierke 2003
- „Lekcja” Eugène Ionesco 2004
- „Kot w butach” Rafał Swaczyna 2004
- „Zielona Gęś” Konstanty Ildefons Gałczyński 2005
- „Gospodarstwo” Jarosław Iwaszkiewicz 2005
- „Biesiada u Hrabiny Kotłubaj” Witold Gombrowicz 2005
- „Bitwa na szczycie” Roland Topor 2006
- „Przed sklepem jubilera” Karol Wojtyła 2006
- „Ptak”Jerzy Szaniawski 2007
- „Czekając na Godota” Samuel Beckett 2007
- „Poobiednie igraszki” Roma Mahieu 2008
- „Nigdy nie jest za późno” Dawid Barbero 2008
- „Nihil obstat” Marta Guśniowska 2009
- „Czego nie widać” Michael Frayn 2010
- „Ulewa” Jerzy Krzysztoń 2010
- „Autorki” Henryk Sienkiewicz 2010
- „Bitwa morska” Jean-Michel Ribes 2010
- „Wdowy” Sławomir Mrożek 2010
- „Kopciuch” Janusz Głowacki 2011
- „Zabawa” Sławomir Mrożek 2012
- „Bambuko, czyli skandal w krainie gier” Maciej Wojtyszko 2012
- „Zjawy Andersena” na podstawie baśni Andersena 2013
- „Dwie blizny” Aleksander Fredro 2014

## Najważniejsze nagrody i wyróżnienia
- I NAGRODA Telewizji Polskiej S.A. w programie „Dolina kreatywna” 2008
- GRAND PRIX Mazowieckiego Festiwalu Teatrów Amatorskich w Radomiu 2008[9]
- I NAGRODA Mazowieckiego Festiwalu Teatrów Amatorskich w Radomiu 2008[9]
- I NAGRODA „DZIATWA 2009” w Łodzi 2009
- NAJLEPSZA INSCENIZACJA Maratonu Zielonki w Zielonce 2008
- ZESPOŁOWA NAGRODA AKTORSKA „SPOT” w Warszawie 2009
- I NAGRODA Warszawskiego Festiwalu Teatrów Młodych w Warszawie 2009
- I NAGRODA „HECA” w Płocku 2009
- Występ w Teatrze Letnim PAT w Garwolinie 2009
- GRAND PRIX „GALIMATIAS” w Teresinie 2006
- Brązowa Igła „IGŁA” w Ostrołęce 2006
- Nagroda Aktorska dla Marka Bożykowskiego na Maratonie Zielonki w Zielonce 2006
- III NAGRODA „GALIMATIAS” w Teresinie 2004
- Nagroda Aktorska dla Marka Bożykowskiego „GALIMATIAS” w Teresienie 2004
- Nagroda Reżyserska dla Rafała Swaczyny „GALIMATIAS” w Teresinie 2004
- Nagroda Aktorska dla Marka Bożykowskiego „GARDEROBA BIAŁOŁĘKI” 2007
- NAJLEPSZA INSCENIZACJA na Maratonie Zielonki w Zielonce 2009
- Nagroda Aktorska dla Michała Swaczyny na MFTA w Podkowie Leśnej 2004
- Kwalifikacja do Międzynarodowego Festiwalu KORCZAK w Warszawie 2004
- Nagroda Aktorska dla Rafała Swaczyny „SPOT” w Warszawie 2003
- III NAGRODA na Mazowieckiem Festiwalu Teatrów Amatorskich w Grodzisku Mazowieckim 2003
- GRAND PRIX Mazowieckiego Festiwalu Teatrów Amatorskich w Ostrowi Maz. 2009